# سارة إيلين بلاكويل
سارة إيلين بلاكويل (بالإنجليزية: Sarah Ellen Blackwell)‏ هي كاتِبة أمريكية، ولدت في 1828، وتوفيت في 1901.